# Amiri Baraka
Amiri Baraka o Imamu Ameer Baraka, noto anche con lo pseudonimo di LeRoi Jones (nato Everett Leroy Jones; Newark, 7 ottobre 1934 – Newark, 9 gennaio 2014), è stato un poeta, scrittore e critico musicale statunitense.

## Biografia
Ha studiato alla Rutgers University (l'Università statale del New Jersey), alla Columbia e alla Howard University, pur senza laurearsi. Nel 1967 tuttavia divenne lecturer nella San Francisco State University e nel 1984 ebbe un incarico di professore cattedratico nella Rutgers University. Scrittore, poeta, saggista, drammaturgo e musicista, ha pubblicato numerosi libri di poesia, saggi, racconti e dischi.
Ha fondato nel 1964, la Black Arts Repertory Theatre/School (BART/S). In seguito alla morte di Malcolm X, avvenuta nel 1965, si è convertito all'Islam, cambiando nome: separatosi dalla prima moglie, si è trasferito ad Harlem. Nel 1967 ha sposato la poetessa afroamericana Sylvia Robinson (Amina Baraka), dalla quale ha avuto cinque figli. È stato leader dell'organizzazione musulmana Kawaida fino alla sua "conversione" al marxismo, avvenuta negli anni sessanta.
Baraka ha dichiarato di credere che dietro gli attentati dell'11 settembre 2001 si celassero Israele e il presidente George W. Bush, affermando che le sue notizie in merito erano desunte dalla stessa stampa statunitense e israeliana e dalla televisione giordana. Respinge l'accusa che i suoi poemi siano anti-semiti e ricorda che le sue accuse sono invece rivolte allo Stato d'Israele e non agli ebrei. La Anti-Defamation League è stata tra quanti lo hanno criticato, denunciando i suoi poemi come anti-semiti, sebbene Baraka e i suoi difensori definiscano le sue posizioni "anti-sioniste". È stato dichiarato "Poet Laureate" del New Jersey.

## Opere
Il suo primo volume di poesie, Preface to a Twenty-Volume Suicide Note ("Prefazione a una nota suicida in venti volumi"), è stato pubblicato nel 1961. Molti i saggi di critica musicale, come "Blues People". Insieme alla poetessa Amina Baraka ha pubblicato, nel 2003, The Essence of Reparations, una raccolta di saggi sugli importanti temi del colonialismo, dell'oppressione nazionale e del razzismo.

### Elenco parziale
- Preface to a Twenty-Volume Suicide Note (1961)
- Blues People (1963)
- Dutchman and the Slave (1963)
- Selected Poetry of Amiri Baraka/LeRoi Jones (1979)
- The Music (1987)
- The Essence of Reparations (2003)
- Il popolo del blues. Sociologia degli afroamericani attraverso il jazz (Shake, 2003)